# Tsunhuns-djapás
Os tsunhuns-djapás são um grupo indígena que habita o Sudoeste do estado brasileiro do Amazonas, mais precisamente a Área Indígena Vale do Javari. Foram descobertos em uma expedição da FUNAI organizada em 2004, liderada pelo sertanista Sydnei Possuelo. Na época eram considerados semi-escravos dos canamaris, e não eram considerados isolados, pois viviam em palafitas e salgavam a comida.